# Rallye Kanada 1974
Die 2. Rallye Kanada (auch Rally of the Rideau Lakes genannt) war der 5. Lauf zur Rallye-Weltmeisterschaft 1974. Sie fand vom 16. bis zum 20. Oktober in der Region von Smiths Falls (Ontario) statt. Von den geplanten 40 Wertungsprüfungen wurden drei abgesagt.

## Klassifikationen

### Endergebnis
| Rang | Fahrer         | Co-Pilot             | Auto                    | Zeit (Std./Min./Sek.) | Rückstand Sieger(Std./Min./Sek.) Rückstand V (Min./Sek.) |
| ---- | -------------- | -------------------- | ----------------------- | --------------------- | -------------------------------------------------------- |
| 1    | Sandro Munari  | Mario Mannucci       | Lancia Stratos HF       | 4:54:31.8             | 00:00.0                                                  |
| 2    | Simo Lampinen  | John Davenport       | Lancia Beta Coupé       | 4:56:50.4             | 02:18.6                                                  |
| 3    | Walter Boyce   | Stuart Gray          | Toyota Celica 1600      | 5:07:46.2             | 13:14.4 10:55.8                                          |
| 4    | Keith Billows  | John Campell         | Ford Escort RS 1600 MKI | 5:16:50.4             | 22:18.6 09:04.2                                          |
| 5    | Eric Jones     | Mark Hathaway        | Datsun 510              | 5:21:10.2             | 26:38.4 04:19.8                                          |
| 6    | Bo Skowronnek  | Tony Woodlands       | Datsun 240Z             | 5:23:23.4             | 28:51.6 02:13.2                                          |
| 7    | Jacques Racine | Michel Poirier-Defoy | Datsun 510 SSS          | 5:28:01.8             | 33:30.0 04:38.4                                          |
| 8    | John Smiskol   | Carol Smiskoll       | Datsun 260Z             | 5:32:31.2             | 37:59.4 04:29.4                                          |
| 9    | Glen Thomas    | Ron Arthur           | Datsun 510              | 5:39:44.4             | 45:12.6 07:13.2                                          |
| 10   | Howard Whan    | Jim Pue-Bilchrist    | Datsun 510              | 5:53:13.2             | 58:41.4 13:28.8                                          |

Insgesamt wurden 19 von 51 gemeldeten Fahrzeuge klassiert.

### Herstellerwertung
| Pos. | Team    | Punkte |
| ---- | ------- | ------ |
| 1    | Lancia  | 52     |
| 2    | Fiat    | 48     |
| 3    | Ford    | 34     |
| 4    | Datsun  | 26     |
| 5    | Porsche | 23     |

Die Fahrer-Weltmeisterschaft wurde erst ab 1979 ausgeschrieben.